# مسجد ديميتروفغراد
يقع مسجد ديميتروفغراد في المركز التاريخي للمدينة عند تقاطع شارعي دزيرزينسكي وشارع خميلنيتسكي، وهو المسجد الوحيد في ديميتروفغراد.

## تاريخ
سنة 1886 طالب سكان المدينة ببناء مسجد، وتم قبول طلبهم بعد عشر سنوات، حيث انطلقت أشغال البناء سنة 1896.
في الحقبة السوفيتية في الثلاثينيات. تم إغلاق المسجد، لكن لم يتم هدمه بالكامل. على مر السنين، تم إيواء العديد من المؤسسات هناك، بما في ذلك مدرسة الموسيقى للأطفال.
في عام 1992، تم إعادة بناء المسجد. وتم ترميم المئذنة. في عام 2006، خضع المسجد لإصلاح كبير بفضل التبرعات، وقد كلّف مليوني روبل.
في 16 سبتمبر 2006، تم افتتاح المسجد، وحضر حاكم أوليانوفسك أوبلاست سيرغي موروزوف الحفل الرسمي.